# A Woman of No Importance
A Woman of No Importance is een toneelstuk van de Ierse dichter, proza- en toneelschrijver Oscar Wilde. Het was, na Lady Windermere's Fan, de tweede van Wildes succesvolle 'sociale komedies', die nog zou worden opgevolgd door An Ideal Husband en The Importance of Being Earnest. De komedies, soms met een donker randje, spelen zich steeds af in de Engelse society-kringen.
'A Woman of No Importance' bevat de nodige maatschappelijke kritiek over de mores van de victoriaanse tijd en de, vaak ondergeschikte maar wel sturende, rol van vrouwen daarin. Evenals de andere stukken, met uitzondering wellicht van 'The Importance', spruit de humor van dit werk niet zozeer voort uit de intrige, maar vooral uit de spitsvondige dialogen met de van Wilde bekende paradoxen en oneliners. Evenals zijn vorige komedie, 'Lady Windermere's Fan', draait het verhaal om de verwikkelingen rond een buitenechtelijk kind.
Na het succes van Wildes eerste komedie in het Londense St. James Theatre in 1892 vroeg Herbert Beerbohm Tree, acteur en theatermanager van het Haymarket Theatre, aan Wilde om een stuk te schrijven waarin Tree zelf een van de hoofdrollen wilde vervullen. De première vond plaats op 19 april 1893, waarna het stuk met succes vele opvoeringen kende, ook in New York. Critici merkten wel op dat de plot in dit stuk wel erg langzaam op gang kwam. Desondanks wist het publiek het goed te waarderen.

## Samenvatting
Het verhaal speelt zich af in een tijdspanne van nog geen 24 uur. De eerste, tweede en derde akte spelen zich af ten huize van Lady Hunstanton, de vierde akte in het huis van Mrs. Arbuthnot. De titel van het stuk is ontleend aan de laatste zin van de eerste akte, die zijn tegenhanger krijgt in de laatste zin van de vierde akte.

### Eerste akte
Lady Jane Hunstanton houdt een ontvangst op haar landgoed waarvoor diverse aristocratische personen en andere hoogwaardigheidsbekleders zijn uitgenodigd. Het gezelschap houdt zich onledig met een aangenaam voortkabbelende conversatie, waarbij vooral de populaire en charismatische Lord Illingworth en de ongelukkig getrouwde maar frivole Mrs. Allonby zich niet onbetuigd laten. Ook aanwezig is de Amerikaanse Hester Worsley, een puriteinse jonge vrouw die wees is maar van haar overleden ouders een aanzienlijk fortuin te verwachten heeft. In de tweede akte is het de Amerikaanse die tijdens de gesprekken sterke kritiek levert op de lege en nutteloze levenswijze van de Engelse sociale elite. Ook geeft zij als haar mening te kennen dat iemand die ooit gezondigd heeft, moet worden gestraft, zowel de man als de vrouw en hun nageslacht.
Het geval wil dat Lord Illingworth, die een post als ambassadeur in het vooruitzicht heeft, een baan als privésecretaris heeft aangeboden aan de jonge Gerald Arbuthnot. Om dit te vieren besluit de gastvrouw om ook Geralds moeder, de teruggetrokken levende Mrs. Arbuthnot, uit te nodigen, die hier met enige tegenzin gehoor aan geeft en dit via een kort briefje laat weten. Als Lord Illingworth bij toeval dit briefje onder ogen krijgt, denkt hij het handschrift te herkennen van een vrouw die hij lang geleden heeft gekend. Als hem gevraagd wordt om wie dat dan gaat, antwoordt hij, en dat is de slotzin van de eerste akte: "Oh! no one. No one in particular. A woman of no importance." ('Een vrouw van geen betekenis').

### Tweede akte
In de tweede akte komt het tot een confrontatie tussen Lord Illingworth en Rachel Arbuthnot als blijkt dat Gerald hun beider zoon is, geboren uit een relatie van zo'n twintig jaar geleden, waarbij de toen nog titelloze Lord Illingworth zijn trouwbelofte brak en de vrouw in schande achterliet, waarover zij nog altijd verbitterd is. Zij is er dan ook sterk op tegen dat Gerald in zijn dienst zal treden. Lord Illingworth weet haar via gewiekste argumentatie zover te krijgen dat zij de carrièrekansen van haar zoon niet in de weg zal staan.

### Derde akte
Er ontstaat toenadering tussen Geralds moeder en Hester Worsley. De Amerikaanse dringt er bij Mrs. Arbuthnot op aan haar zoon niet te laten gaan. Rachel legt haar zoon in bedekte bewoordingen uit wat haar is overkomen, waarop hij aangeeft dat in dit 'hypothetische' geval de vrouw even schuldig is als de man. Hierop laat Mrs. Arbuthnot opnieuw haar bezwaren varen. De akte eindigt met een incident waarbij Lord Illingworth, uitgedaagd door Mrs. Allonby om 'de puriteinse te kussen', besluit de uitdaging aan te nemen. De verontwaardigde Hester vliegt in de armen van Gerald, op wie zij inmiddels verliefd is geworden. Gerald vergeet ogenblikkelijk zijn achting voor Lord Illingworth en dreigt hem aan te vliegen en te doden. Zijn moeder weet dit alleen te voorkomen door uit te roepen dat Lord Illingworth zijn vader is...

### Vierde akte
Gerald schrijft een brief aan zijn vader. Hij ziet af van zijn benoeming tot diens secretaris en stuurt erop aan dat zijn vader alsnog aan zijn plichten voldoet en met zijn moeder trouwt. Mrs. Arbuthnot weigert dit echter pertinent en uiteindelijk weet zij hem met de inmiddels gearriveerde Hester Worsley (die inmiddels wat is teruggekomen op haar rigide standpunten over straf en vergelding) te overtuigen. De brief blijft liggen. Als het jonge paar in de tuin is, komt Lord Illingworth binnen om te onderhandelen over een bezoekregeling. Zij weigert ergens op in te gaan. Hij ontdekt de aan hem gerichte brief en leest hem tegen haar zin. In een laatste confrontatie slaat Rachel de man na een ultieme belediging met een van zijn handschoenen in zijn gezicht, waarna hij geschokt en verontwaardigd, maar waarschijnlijk ook opgelucht, vertrekt. Als Gerald en Hester binnenkomen ontdekt hij de handschoen die is blijven liggen en vraagt zijn moeder wie de man is die haar bezocht heeft, waarop zij antwoordt: "Oh! no one. No one in particular. A man of no importance."

## Bewerkingen
Het toneelstuk werd diverse keren voor film bewerkt. In 1921 was er een film onder deze titel onder regie van Denison Clift. Franse versies onder de titel 'Une femme sans importance' waren er in 1937 en voor tv in 1968. Uit 1962 dateert een door de VARA uitgezonden hoorspel onder de titel Een vrouw van geen betekenis.